# خلیفه (فیلم)
خلیفه (به انگلیسی: Khalifa) یک فیلم کمدی بالیوودی است که در سال ۱۹۷۶ توسط پراکاش مهرا ساخته شد. از بازیگران این فیلم می‌توان به راندهیر کاپور، رکا، پران، مادان پوری و آی. اس. جوهر اشاره کرد. این فیلم داستان ۲ برادر دوقلوی همسان به نام‌های وینود و راجندر است. یکی صادق و درستکار و دیگری شرور و حقه باز.

## بازیگران و صداپیشگان
| نقش      | بازیگر        | دوبلُر           |
| وینود    | راندهیر کاپور | سعید مظفری      |
| راجندرا  | راندهیر کاپور | سعید مظفری      |
| ریکا     | ریکا          | شهلا ناظریان    |
| ویکرام   | پران          | پرویز ربیعی     |
| درمداس   | مادان پوری    | پرویز فیروزکار  |
| عموی رکا | آی. اس جوهر   | علیرضا بدرطالعی |
| برگانزا  | رام موهان     | حسن عباسی       |
| کملا     | آرپانا چودری  | مهین برزویی     |
| شانتا    | اورمیلا بات   | پروین ملکوتی    |
| گنگا     | لالیتا پاوار  | آذر دانشی       |

1. ↑  مشارکت‌کنندگان ویکی‌پدیا. «Khalifa». در دانشنامهٔ ویکی‌پدیای انگلیسی.